# Biblioteca Sant Agustí
La Biblioteca Sant Agustí és una biblioteca pública de la ciutat pirinenca de la Seu d'Urgell (Alt Urgell), inaugurada el 1995. Obra de l'arquitecte Lluís Vidal i Arderiu, es tracta d'un edifici de cinc plantes d'estructura de ferro i vidre que contrasta fortament amb l'antiga construcció. L'edifici de vidre es troba dins de l'antiga església.

## Usos actuals
Equipament municipal i comarcal amb 11.000 socis que va efectuar l'any 2007 més de 47.000 documents en préstec. S'organitzen activitats com cicles de conferències, presentacions de llibres, tallers, hora del conte, etc. El pati interior de l'edifici s'ha convertit en un espai lúdic per a les nits d'estiu, que acull cicles de música i actuacions en viu organitzades des de la Regidoria de Cultura del consistori.
L'equipament disposa també d'un punt d'informació del Patronat Català Pro-Europa.

## Convent i església de Sant Agustí
L'església, que es trobava fora del portal de Soldevila, ara forma part de l'hospital i de la biblioteca.
De les edificacions originals encara existeix l'església d'una nau coberta amb volta de creueria, però en ruïna total. Ara forma part de l'hospital municipal, a vegades utilitzat com aparcament d'ambulàncies.
En aquest convent hi havia hagut la casa de Santa Magdalena, de la qual tenien cura els franciscans. El 1576 fou donada als agustins, que hi bastiren l'església de Sant Agustí que encara és dempeus, bé que la façana antiga fou malmesa després de l'exclaustració de 1835. És un edifici gòtic, molt reformant al segle xviii.